# Jaroslav Vrchlický
Jaroslav Vrchlický (pseudonyme d'Emil Jakob Frida), né à Louny le 17 février 1853 et mort le 9 septembre 1912 à Domažlice, est un écrivain, poète et traducteur austro-hongrois d'expression tchèque.

## Biographie
Après des études aux collèges de Slaný, de Prague et de Klatovy, Jaroslav Vrchlický entre au séminaire de Prague puis se tourne vers l'étude des lettres. Là, il se lie avec le jeune Ernest Denis. Il fut ensuite précepteur chez le comte Monte-Cuccoli-Laderchi en Italie où il passa une année qui fut riche du point de vue de sa formation artistique. Sa rencontre avec la femme de lettres Sofie Podlipská (en), qui vit en lui un génie, et dont il épousa la fille, fut déterminante.
Il devint professeur de littérature moderne à l'Université tchèque. Il fut aussi un immense traducteur, en tchèque, de toute la littérature mondiale : Arioste, Schiller, Victor Hugo, Baudelaire, Byron… Il aurait traduit plus de 3 000 poèmes.
Poète, il se déclara élève de l'école poétique de Victor Hugo et de Leconte de Lisle du côté français, et de Giosuè Carducci du côté italien. Ainsi, il s'intéressa à toutes les civilisations et chercha à les faire revivre dans ses poèmes.  Ses Fragments d'Épopée mêlent tous les genres et toutes les époques. Vrchlický écrivit également des drames et des comédies. Il fut aussi important au sein de la littérature tchèque que Victor Hugo en France, et plus fécond encore (ses œuvres complètes ont été publiées par l'éditeur Jan Otto en 65 tomes). Considéré par ceux qui en on connaissance comme un des plus grands esprit du XIXe siècle, ses œuvres sont malheureusement ignorées en dehors de son pays.
Son nom est parfois orthographié Verchlisky, Vrchlitsky, Verchlicky, etc.

## Adaptations
Son poème Svojanovský křižáček a servi de base au scénario du film dramatique et historique Little Crusader,  réalisé par le Tchèque Václav Kadrnka (en) et sorti en 2017.

## Honneurs
L'astéroïde (6086) Vrchlický a été nommé en son honneur.